# Emma van Rijn
Emma van Rijn (Ankeveen, 11 oktober 1992) is een Nederlands langebaanschaatsster. 

## Records

### Persoonlijke records[2]
| Afstand    | Tijd    | Datum            | Baan       |
| ---------- | ------- | ---------------- | ---------- |
| 500 meter  | 39,60   | 1 november 2014  | Heerenveen |
| 1000 meter | 1.21,27 | 11 november 2012 | Heerenveen |
| 1500 meter | 2.08,10 | 9 februari 2011  | Heerenveen |
| 3000 meter | 4.31,66 | 15 november 2011 | Heerenveen |